# Quintero Santiago
Quintero Santiago är en flygplats i Chile.   Den ligger i provinsen Provincia de Valparaíso och regionen Región de Valparaíso, i den södra delen av landet, 110 km nordväst om huvudstaden Santiago de Chile. Quintero Santiago ligger 3 meter över havet.
Terrängen runt Quintero Santiago är platt. Havet är nära Quintero Santiago åt nordväst. Runt Quintero Santiago är det tätbefolkat, med 881 invånare per kvadratkilometer.. Närmaste större samhälle är Ventanas, 6,2 km nordost om Quintero Santiago. 
Trakten runt Quintero Santiago består till största delen av jordbruksmark.